# Makauje (rejon homelski)
Makauje (biał. Макаўе; ros. Маковье, Makowje; pol. hist. Makowie) – wieś na Białorusi, w obwodzie homelskim, w rejonie homelskim, w sielsowiecie Czaracianka, nad Cieruchą.
W XIX i w początkach XX w. położone było w Rosji, w guberni mohylewskiej, w powiecie homelskim. Następnie w granicach Związku Sowieckiego. Od 1991 w niepodległej Białorusi.